# الغزاله
الغزاله یک منطقهٔ مسکونی در عربستان سعودی است که در استان حائل واقع شده‌است.